# Хронологична таблица за откриване и изследване на Северна Америка (XVIII в.)
| Години                   | Име на откривател, изследовател                                                                  | Направени открития и изследвания | Изследванията засягат следните съвременни държави и територии       |
| ------------------------ | ------------------------------------------------------------------------------------------------ | --- | ------------------------------------------------------------------- |
| 1722 – 1723              | Ханс Егеде                                                                                       | Изследване на югозападното крайбрежие на Гренландия между 60° и 64° с.ш. и основаване на град Готхоб (1722) | Гренландия                                                          |
| 1728                     | Витус Беринг                                                                                     | Откриване на остров Сейнт Лорънс (най-големия остров в Берингово море) и остров Ратманов (Голям Диомид) в Беринговия проток | Аляска                                                              |
| 1729                     | Клаус Порс                                                                                       | Изследване на западното крайбрежие на Гренландия от 64º с.ш. до Северната полярна окръжност | Гренландия                                                          |
| 1732                     | Жан Батист Готие Варен дьо ла Верандри                                                           | Откриване на езерото Уинипег | Канада                                                              |
| 1732                     | Иван Фьодоров (неизв.-1733)                                                                      | Изследване на Беринговия проток, в т.ч. о-вите Диомид. Откриване на американския бряг на протока и остров Кинг (64°58′ с. ш. 168°04′ з. д. / 64.966667° с. ш. 168.066667° з. д.) | Аляска                                                              |
| 1733 – 1735              | Кристоф Дюфро дьо ла Жемереи, Жан Батист Готие Варен дьо ла Верандри, Пиер Варен дьо ла Верандри | Изследване на цялото течение на река Уинипег (1733). Изследване на южния басейн на езерото Уинипег и откриване на река Ред Ривър, вливаща се от юг в него и долното течение на големия ѝ ляв приток – река Асинибойн (1734 – 1735) | Канада, САЩ                                                         |
| 1734 – 1742              | Якоб Северин (1691 – 1753)                                                                       | Изследване на западното крайбрежие на Гренландия от 64º до 70° с.ш. и основаване на градовете Кристиансхоб (Куасигиангуит, 1738, 68º 49`с.ш.), Якобсхавн (Илулисат, 1741, 69º 13` с.ш.) и Фредериксхоб (Паамиут, 1742, 61º 59` с.ш.) | Гренландия                                                          |
| 1738                     | Пиер Готие Варен дьо ла Верандри, Луи Жозеф Варен дьо ла Верандри, Пиер Варен дьо ла Верандри    | Откриване на река Сурас (десен приток на Асинибойн и участък от средното течение на река Мисури | Канада, САЩ                                                         |
| 1739                     | Луи Жозеф Варен дьо ла Верандри, Пиер Варен дьо ла Верандри                                      | Изследване на езерото Уинипег и откриване на изтичащата от северния му ъгъл река Нелсън, езерата Манитоба и Уинипегосис, разположени западно от езеротоУинипег. Вторично откриване на езерото Сидар, разположено на север от Уинипегосис и протичащата през него и вливащата се в северозапдната част на езерото Уинипег река Саскачеуан | Канада                                                              |
| 1741                     | Витус Беринг                                                                                     | Откриване на връх Свети Илия (Кенеди, 60°18′ с. ш. 140°56′ з. д. / 60.3° с. ш. 140.933333° з. д.), островите Каяк (59°55′ с. ш. 144°25′ з. д. / 59.916667° с. ш. 144.416667° з. д.), Монтагю (60°05′ с. ш. 147°25′ з. д. / 60.083333° с. ш. 147.416667° з. д., разположен на изток от полуостров Кенай), Ситкинак (56°33′ с. ш. 154°06′ з. д. / 56.55° с. ш. 154.1° з. д., разположен на юг от остров Коудиак), Коудиак и Чириков (55°50′ с. ш. 155°40′ з. д. / 55.833333° с. ш. 155.666667° з. д.), един от върховете на полуостров Аляска, о-вите Симиди (56°10′ с. ш. 156°45′ з. д. / 56.166667° с. ш. 156.75° з. д.), о-вите Шумагин (55°00′ с. ш. 160°00′ з. д. / 55° с. ш. 160° з. д.), остров Атха (52°08′ с. ш. 174°27′ и. д. / 52.133333° с. ш. 174.45° и. д.), част от Андреяновските о-ви, в т.ч. остров Амчитка (51°32′ с. ш. 179°00′ и. д. / 51.533333° с. ш. 179° и. д.) и Близките о-ви, в т.ч. остров Киска (51°58′ с. ш. 177°28′ и. д. / 51.966667° с. ш. 177.466667° и. д.) | Аляска                                                              |
| 1741                     | Алексей Чириков                                                                                  | Откриване на островите Принц Уелски и Чичагов от архипелага Александър, п-ов Кенай, о-вите Афогнак (58°15′ с. ш. 152°30′ з. д. / 58.25° с. ш. 152.5° з. д.), Коудиак, Умнак (168º 20` з.д., от групата о-ви Лиси), Адах (176º 38` з.д., от Андреяновските о-ви), Агату (173º 36` и.д.) и Атту (173º и.д., от Близките о-ви) | Аляска                                                              |
| 1742                     | Кристофър Мидълтън                                                                               | Изследване на западния бряг на Хъдсъновия залив, на север от устието на Чърчил и откриване на протока Не-Алтра (между континента на северозапад и югозападната част на остров Саутхамптън на югоизток) и продължението му на север – протока Рос-Уелкъм, заливите Уейджър (65°34′ с. ш. 89°03′ з. д. / 65.566667° с. ш. 89.05° з. д.) и Репалс (66°30′ с. ш. 86°00′ з. д. / 66.5° с. ш. 86° з. д.), а на югоизток от последния вторично откриване на протока Фрозен Стрийт, разделящ п-ов Мелвил на север от остров Саутхямптън на юг. | Канада                                                              |
| 1742 – 1743              | Франсоа Готие Варен дьо ла Верандри, Луи Жозеф Варен дьо ла Верандри                             | Посещение на платото Мисури, разположено между реките Малка Мисури и Шайен, достигане до планината Блек Хилс, издигаща се в горното течение на река Шайен и откриване на планината Биг Хорн | САЩ                                                                 |
| 1745                     | Михаил Неводчиков                                                                                | Откриване на всички островитот Близките о-ви, в т.ч. Атту (173º и.д.), Агату (173º 36` и.д.) и о-вите Семичи (174º и.д.) от Алеутските о-ви и първото им картиране | Аляска                                                              |
| 1746                     | Ернандо Гонзага                                                                                  | Първо, сравнително вярно и точно картиране на западното крайбрежие на п-ов Калифорния | Мексико                                                             |
| 1746                     | Хенри Елис                                                                                       | Откриване на залива Честърфилд (63º 20` с.ш.) на западния бряг на Хъдсъновия залив | Канада                                                              |
| 1749                     | Луи Жозеф Варен дьо ла Верандри, Пиер Варен дьо ла Верандри                                      | Цялостно откриване и опознаване на река Саскачеван до сливането на двете образуващи я реки – Северен и Южен Съскачеван (53°14′ с. ш. 105°05′ з. д. / 53.233333° с. ш. 105.083333° з. д.) | Канада                                                              |
| 1749                     | Иван Бахов                                                                                       | Откриване на остров Свети Матвей (Сейнт Матю, 60°24′ с. ш. 172°44′ з. д. / 60.4° с. ш. 172.733333° з. д.) в Берингово море | Аляска                                                              |
| 1751 – 1752              | Педер Вале                                                                                       | Изследване на югозападното крайбрежие на Гренландия на югоизток от Фредериксхоб (Паамиут) (1751) и южното крайбрежие до 61º с.ш. (1752) | Гренландия                                                          |
| 1753                     | Андрей Михайлович Серебренников                                                                  | Откриване на 5 острова от Алеутските о-ви, в т.ч. остров Адах (вторично, 51°46′ с. ш. 176°38′ з. д. / 51.766667° с. ш. 176.633333° з. д.) | Аляска                                                              |
| 1754 – 1755              | Антъни Хендей                                                                                    | Откриване и изследване на по-големите реки в басейна на река Саскачеван | Канада                                                              |
| 1757                     | Башмаков                                                                                         | Откриване на 8 острова от Алеутските о-ви, в т.ч. Киска (вторично, 177º 32` и.д., от о-вите Криси), Танага (178º з.д.) и Канага (177º 15` з.д.) | Аляска                                                              |
| 1759 – 1760              | Антъни Хендей                                                                                    | Откриване и изследване на горния басейн на река Северен Саскачеуан | Канада                                                              |
| 1759 – 1762              | Степан Гаврилович Глотов (неизв.-1769)                                                           | Откриване на остров Умнак (вторично, 53°15′ с. ш. 168°20′ з. д. / 53.25° с. ш. 168.333333° з. д.), Четирисопочните о-ви (169º 40` – 171º 30` з.д) от групата о-ви Лиси, няколко от Андреановските о-ви и остров Уналашка (53°40′ с. ш. 166°40′ з. д. / 53.666667° с. ш. 166.666667° з. д.) и първото им картиране. Окончателно откриване на остров Коудиак и събране на първи сведения за жителите му | Аляска                                                              |
| 1760 – 1764              | Адриан Толстих (неизв.-1766), Пьотър Васютински                                                  | Откриване на всички острови от Андреановските о-ви, в т.ч. Голям Ситхин (вторично, 52°03′ с. ш. 176°07′ з. д. / 52.05° с. ш. 176.116667° з. д.), Кагаласка (51°48′ с. ш. 176°22′ з. д. / 51.8° с. ш. 176.366667° з. д.), Малка Танага (51°51′ с. ш. 176°10′ з. д. / 51.85° с. ш. 176.166667° з. д.), Умах (51°53′ с. ш. 176°02′ з. д. / 51.883333° с. ш. 176.033333° з. д.), Чугул (51°56′ с. ш. 175°49′ з. д. / 51.933333° с. ш. 175.816667° з. д.), Игитхин (51°59′ с. ш. 175°54′ з. д. / 51.983333° с. ш. 175.9° з. д.), Тагалах (51°58′ с. ш. 175°43′ з. д. / 51.966667° с. ш. 175.716667° з. д.) и Оглодах (51°59′ с. ш. 175°27′ з. д. / 51.983333° с. ш. 175.45° з. д.). Вторично откриване на остров Амля (52°05′ с. ш. 173°30′ з. д. / 52.083333° с. ш. 173.5° з. д.) | Аляска                                                              |
| 1761 – 1762              | Уилям Кристофър                                                                                  | Вторично откриване на залива Честърфилд (63º 20` с.ш.) на западното крайбрежие на Хъдсъновия залив (1761) и откриване на запад от него на езерото Бейкър (64°05′ с. ш. 95°00′ з. д. / 64.083333° с. ш. 95° з. д.) и вливащана се в него от северозапад река Телон | Канада                                                              |
| 1763 – 1765              | Джеймс Кук                                                                                       | Заснемане и картиране на крайбрежието на островите Сен Пиер и Микелон (1763), различни участъци от крайбрежието на остров Нюфаундленд (1764) и съставяне на първа лоция на Хондураския залив (1765) | Канада, Хондурас, Гватемала, Белиз                                  |
| 1764 – 1774              | Жозеф Фредерик дьо Барре                                                                         | Първо детайлно картиране на източното крайбрежие на Северна Америка от устието на река Сейнт Лорънс до 40º с.ш. на протежение около 3500 км с полуостровите Нова Шотландия и Кейп Код, заливите Фънди, Мейн и Масачузетс, а също многочислените малки заливи и острови, в т.ч. островите Принц Едуард и Кейп Бретон | Канада, САЩ                                                         |
| 1768 – 1769              | Пьотър Креницин, Михаил Левашов                                                                  | Откриване на островите Сигуам (52°20′ с. ш. 172°30′ з. д. / 52.333333° с. ш. 172.5° з. д., най-източния от Андреановските о-ви), Амухта (52°30′ с. ш. 171°15′ з. д. / 52.5° с. ш. 171.25° з. д., най-западния от Четирисопочните о-ви), Унимак (54°46′ с. ш. 164°11′ з. д. / 54.766667° с. ш. 164.183333° з. д., най-големия и най-източния от Алеутските о-ви) и Исаноцкия проток, отделящ го от п-ов Аляска (Пьотър Креницин). Откриване на островите Акутан (54°08′ с. ш. 165°55′ з. д. / 54.133333° с. ш. 165.916667° з. д.), Акун, Роток, Аватанак, Тигалда и др., всички от о-вите Креницин (Михаил Левашов) | Аляска                                                              |
| 1769                     | Гаспар де Портола                                                                                | Сухопътен поход на север от п-ов Калифорния и откриване и изследване на залива Сан Франсиско. Основаване на испанско селище на брега на залива Монтерей | САЩ                                                                 |
| 1770 – 1772              | Самюъл Хиърн                                                                                     | Изследване на обширни територии на изток от 102º з.д. до Хъдсъновия залив, между 59º – 64º с.ш. и откриване на река Казан (десен приток на Телон) с езерото Яткайед (62°40′ с. ш. 98°00′ з. д. / 62.666667° с. ш. 98° з. д.), река Дубонт (десен приток на Телон) с езерото Дубонт (3000 км2, 63°00′ с. ш. 101°30′ з. д. / 63° с. ш. 101.5° з. д.), реките Сил и Тлевиаза, вливащи се в Хъдсъновия залив съответно на 59º с.ш. и 60º 30` с.ш., езерото Неджанилини (59°30′ с. ш. 97°40′ з. д. / 59.5° с. ш. 97.666667° з. д.) и др. (1770). Откриване на езерата Нюелтин (60°00′ с. ш. 99°00′ з. д. / 60° с. ш. 99° з. д., в горното течение на река Тлевиаза), Клинтън-Колдън (64°00′ с. ш. 107°20′ з. д. / 64° с. ш. 107.333333° з. д., на североизток от Голямото Робско езеро), Ейлмер (64°20′ с. ш. 108°30′ з. д. / 64.333333° с. ш. 108.5° з. д.) и Контуойто (65°40′ с. ш. 110°40′ з. д. / 65.666667° с. ш. 110.666667° з. д.), водопада Блади Фолс (67°40′ с. ш. 115°20′ з. д. / 67.666667° с. ш. 115.333333° з. д., в най-долното течение на река Копърмайн), река Копърмайн, залива Коронейшън и езерата Пойнт и Голямото Робско езеро (1771 – 1772) | Канада                                                              |
| 70-те години на ХVІІІ в. | Жан Кутюр                                                                                        | Проследяване и изследване на цялото течение (1470 км) на река Тенеси, заедно с лявата я съставяща река Холстън | САЩ                                                                 |
| 1774                     | Хуан Хосе Ернандес Перес                                                                         | Откриване и първо грубо картиране на около 1100 км от западното крайбрежие на Северна Америка от 48° с.ш. до 54º 40' с.ш., в т.ч. западния бряг на остров Ванкувър със залива Нутка (49°35′ с. ш. 126°35′ з. д. / 49.583333° с. ш. 126.583333° з. д.) и част от о-вите Кралица Шарлота | САЩ, Канада                                                         |
| 1774 – 1775              | Хуан Баутиста де Анса                                                                            | Два похода от селището Тубак (31°30′ с. ш. 111°10′ з. д. / 31.5° с. ш. 111.166667° з. д.) на северозапад към заливите Сан Габриел, Монтерей и Сан Франциско и основаване на испански форт, който става ядро на бъдещия град Сан Франциско (28 март 1775) | САЩ                                                                 |
| 1775                     | Бруно де Есета (1744 – 1807), Хуан Франсиско де ла Бодега и Куадра                               | Откриване на западното крайбрежие на Северна Америка от 54° 40` до 59° с.ш., в т.ч. устието на река Колумбия | Канада, Аляска                                                      |
| 1776                     | Франсиско Гарсес                                                                                 | Двойно пресичане на пустинята Мохаве и поставяне на началото на откриването на Калифорнийската долина | САЩ                                                                 |
| 1776                     | Бенджамин Фробишър (1742 – 1787)                                                                 | Откриване извора на река Чърчил – езерото Фробишър (56°21′ с. ш. 108°13′ з. д. / 56.35° с. ш. 108.216667° з. д.) и езерата Чърчил (55°59′ с. ш. 108°19′ з. д. / 55.983333° с. ш. 108.316667° з. д.) и Питър Понд (56°00′ с. ш. 108°54′ з. д. / 56° с. ш. 108.9° з. д.) | Канада                                                              |
| 1776 – 1777              | Франсиско Атанасио Домингес, Себастиан Ескаланте                                                 | Поход от Санта Фе (сега административен център на щата Ню Мексико) на северозапад. Преминаване на изток от хребета Сан Хуан, пресичане на реките Ганисън (ляв приток на Колорадо), Колорадо и десния ѝ приток Грийн Ривър и откриване Голямото Солено езеро. Пресичане на източната част на Големия басейн от север на юг, откриване на реките Севир, Ескаланте (десен приток на Колорадо), Сан Хуан (ляв приток) и Чама (десен приток на Рио Гранде) и завръщане в Санта Фе | САЩ                                                                 |
| 1778                     | Джеймс Кук                                                                                       | Плаване покрай западното крайбрежие на Северна Америка от 44º 30` с.ш. до 49º 30` с.ш., а след това с отклонения до нос Айси Кейп (70°20′ с. ш. 161°50′ з. д. / 70.333333° с. ш. 161.833333° з. д.). Откриване на залива Принц Уилям, остров Монтагю (60°07′ с. ш. 147°20′ з. д. / 60.116667° с. ш. 147.333333° з. д.), Куковия залив със залива Тернагейн Арм (61°00′ с. ш. 150°00′ з. д. / 61° с. ш. 150° з. д.). Изследване на Бристолския залив и откриване на залива Нортън с нос Нюенем (58°40′ с. ш. 162°05′ з. д. / 58.666667° с. ш. 162.083333° з. д.), ограждащ го от северозапад. Плаване и откриване на част от северозападното крайбрежие на Аляска | САЩ, Канада, Аляска                                                 |
| 1778                     | Питър Понд                                                                                       | Откриване на изтичащата в северозападна посока от езерото Питър Понд река Мети, реките Клируотър и Атабаска и езерото Атабаска | Канада                                                              |
| 1779                     | Хуан Франсиско де ла Бодега и Куадра                                                             | Плаване покрай западното крайбрежие на Северна Америка до 61° 17' с.ш. | Аляска                                                              |
| 1783                     | Питър Понд                                                                                       | Откриване на река Робска, левия ѝ приток река Пис Ривър и Голямото Робско езеро (вторично) и съставяне на първата карта на района | Канада                                                              |
| 1784 – 1786              | Григорий Шелихов                                                                                 | Изследване на остров Коудиак и основаване на няколко руски селища в Аляска | Аляска                                                              |
| 1786                     | Кристиан Егеде                                                                                   | Откриване на Гюленлевис фиорд (64°20′ с. ш. 40°50′ з. д. / 64.333333° с. ш. 40.833333° з. д.) на югоизточното крайбрежие на Гренландия | Гренландия                                                          |
| 1786                     | Жан-Франсоа Лаперуз                                                                              | Картиране на участъци от западното крайбрежие на Северна Америка от 60º до 36º 30` с.ш. | САЩ, Канада, Аляска                                                 |
| 1786 – 1790              | Евстрат Иванович Деларов                                                                         | Изследване на островите в залива Аляска, остров Коудиак и Алеутските о-ви | Аляска                                                              |
| 1787                     | Джордж Диксън (1748 – 1796)                                                                      | Откриване и изследване на протока Диксън-Ентранс между остров Принц Уелски на север и о-вите Кралица Шарлота на юг, покрай западния бряг на Северна Америка | Аляска, Канада                                                      |
| 1788                     | Гавраил Прибилов                                                                                 | Откриване на о-ви Прибилов (57°10′ с. ш. 170°00′ з. д. / 57.166667° с. ш. 170° з. д.) в Берингово море | Аляска                                                              |
| 1788 – 1789              | Уилям Дъглас                                                                                     | Картиране на протока Хеката, отделящ о-вите Кралица Шарлота от континента (1788). Откриване и картиране на островите Порчър (54°00′ с. ш. 130°30′ з. д. / 54° с. ш. 130.5° з. д.), Пит (53°30′ с. ш. 129°47′ з. д. / 53.5° с. ш. 129.783333° з. д.), Банкс (53°25′ с. ш. 130°10′ з. д. / 53.416667° с. ш. 130.166667° з. д.), Гил (53°12′ с. ш. 129°14′ з. д. / 53.2° с. ш. 129.233333° з. д.) и др. и фиордовия залив Дъглас | Канада                                                              |
| 1788 – 1789              | Герасим Измайлов                                                                                 | Откриване на северния бряг на залива Аляска от п-ов Кенай до залива Литуя (58°38′ с. ш. 137°34′ з. д. / 58.633333° с. ш. 137.566667° з. д.), в т.ч. залива Якутат (Беринг, 59°44′ с. ш. 139°45′ з. д. / 59.733333° с. ш. 139.75° з. д.) (1788). Изследване на югоизточното крайбрежие на п-ов Кенай (1789) | Аляска                                                              |
| 1789                     | Чарлз Дънкан                                                                                     | Откриване на остров Принсес Ройал (52°55′ с. ш. 128°50′ з. д. / 52.916667° с. ш. 128.833333° з. д.) и протока Толми, отделящ го от континента | Канада                                                              |
| 1789                     | Александър Маккензи                                                                              | Изследване на Голямото Робско езеро и откриване в северната му част на залива Норт Арм (62°20′ с. ш. 115°00′ з. д. / 62.333333° с. ш. 115° з. д.) с река Мариан, вливаща се в него. Откриване на изтичащата от езерото река Маккензи и спускане по нея до делтата ѝ. Откриване на планината Маккензи (на запад от долината на реката) и планината Франклин (на изток от долината) и устието на Голямата Меча река, изтичаща от Голямото Мече езеро и вливаща се от изток в Маккензи | Канада                                                              |
| 1790 – 1791              | Джоузеф Билингс, Гавриил Саричев                                                                 | Изследване на нсеверния бряг на залива Аляска, бреговете на п-ов Аляска, островите Коудиак и Афогнак, Куковия залив, югоизточния планински бряг на п-ов Кенай, залива Принц Уилям (най-северната част на залива Аляска) и остров Каяк (1790). Откриване на остров Хол (60°35′ с. ш. 172°50′ з. д. / 60.583333° с. ш. 172.833333° з. д.) и протока Саричев между него и остров Свети Матвей (1791) | Аляска                                                              |
| 1790 – 1792              | Филип Търнър                                                                                     | Изследване и картиране на хидрографската мрежа на Западна Канада между река Саскачеван и Голямото Робско езеро. Изследване на горния басейн на река Чърчил и откриване на езерото Търнър (56°36′ с. ш. 108°37′ з. д. / 56.6° с. ш. 108.616667° з. д.). Изследване и картиране на река Клируотър, течаща на север от езерото и вливаща се в река Атабаска, долното течение на река Атабаска до вливането ѝ в езерото Атабаска, бреговете на езерото и цялото течение на река Робска от езерото Атабаска до Голямото Робско езеро | Канада                                                              |
| 1791                     | Алесандро Маласпина                                                                              | Картиране на тихоокеанското крайбрежие на Централна Америка и част от крайбрежието на Аляска. Откриване на остров Ревиля-Хихедо (55°35′ с. ш. 131°20′ з. д. / 55.583333° с. ш. 131.333333° з. д.) и ледника Маласпина (60°00′ с. ш. 140°30′ з. д. / 60° с. ш. 140.5° з. д.) | Панама, Коста Рика, Никарагуа, Салвадор, Гватемала, Мексико, Аляска |
| 1791 – 1795              | Василий Иванов                                                                                   | Откриване на езерото Илиамна (1891), а на север от него – горните течения на реките Нушагак, Холитна и Кускоквим (1792 – 1795) | Аляска                                                              |
| 1791 – 1799              | Дейвид Томпсън                                                                                   | Изследване и картиране на големи части от централната част на Лаврентийското плато между река Саскачеуан и югозападния бряг на Хъдсъновия залив и долните течения на реките Нелсън и Чърчил, вливащи се в залива (1791 – 1795). Откриване на Еленовото езеро и езерата Уолластън (58°00′ с. ш. 103°00′ з. д. / 58° с. ш. 103° з. д.) и Блек Лейк (на изток от езерото Атабаска) (1796). Изследване басейните на езерата Уинипег и Горно, картиране на цялото течение на река Ред Дир (ляв приток на Южен Саскачеуан) и достигане на юг до Мисури (1797). Картиране на най-горното течение на Мисисипи и откриване на извора ѝ – езерото Итаска. Картиране на цялото крайбрежие на Горното езеро и праговете Су Сейнт Мъри (1798). Картиране на Малкото Робско езеро (1799) | Канада, САЩ                                                         |
| 1792                     | Дмитрий Иванович Бочаров                                                                         | Завършване на откриването на северния бряг на п-ов Аляска, първо пресичане на полуострова и откриване на езерото Бочаров в него | Аляска                                                              |
| 1792                     | Робърт Грей                                                                                      | Изследване на западното крайбрежие на Северна Америка на юг от залива Нутка, откриване на залива Грейс Харбър и вторично откриване на устието на река Колумбия и първо плаване по нея на 40 км | САЩ                                                                 |
| 1792                     | Родерик Маккензи                                                                                 | Откриване на Голямото Мече езеро и Голямата Меча река, изтичаща от него и вливаща се в река Маккензи. Изследване на река Пис Ривър до устието на притока ѝ Смоки Ривър | Канада                                                              |
| 1792                     | Худяков                                                                                          | Откриване на о-вите Худяков (55°25′ с. ш. 163°09′ з. д. / 55.416667° с. ш. 163.15° з. д., покрай северозападното крайбрежие на п-ов Аляска | Аляска                                                              |
| 1792 – 1793              | Хуан Франсиско де ла Бодега и Куадра                                                             | Детайлно картиране на голяма част от силно разклонената брегова линия в днешните щати Вашингтон на САЩ и Британска Колумбия на Канада. Изследване на протоците Хуан де Фука, Джорджия, Джонстън и Кралица Шарлота, отделящи остров Ванкувър от континента | Канада, САЩ                                                         |
| 1792 – 1794              | Джордж Ванкувър                                                                                  | Изследване на западното крайбрежие на Северна Америка от 39º 20` с.ш. до 60º с.ш., (днешното западно крайбрежие на американските щати Орегон и Вашингтон и канадската провинция Британска Колумбия). Откриване на остров Ванкувър, протоците Джорджия, Джонстън и Кралица Шарлота, отделящи го от континента на изток и множество острови и заливи в тези протоци. Изследване на протока Хуан де Фука (отделящ оостров Ванкувър на север от континента на юг) и о-вите Кралица Шарлота, където са открити няколко острово – Грейъм (53°40′ с. ш. 132°40′ з. д. / 53.666667° с. ш. 132.666667° з. д.), Морсби (52°25′ с. ш. 131°30′ з. д. / 52.416667° с. ш. 131.5° з. д.), Луиза (52°57′ с. ш. 131°45′ з. д. / 52.95° с. ш. 131.75° з. д.), Кангит (52°06′ с. ш. 131°05′ з. д. / 52.1° с. ш. 131.083333° з. д.) и др. Изследване на архипелага Александър и бреговете на залива Аляска до п-ов Кенай | Канада, САЩ                                                         |
| 1792 – 1794              | Питър Пюджет 1765 – 1822)                                                                        | Откриване и картиране на залива Пюджет Саунд (47°40′ с. ш. 122°25′ з. д. / 47.666667° с. ш. 122.416667° з. д.), разположен на югоизток от остров Ванкувър | Канада, САЩ                                                         |
| 1792 – 1794              | Александър Маккензи                                                                              | Първо пресичане (от изток на запад) на Северна Америка. Изследване на река Пийс Ривър, преминаване през Скалистите планини и откриване на река Фрейзър и двете съставящи я реки – Финли и Парснип (1792 – 1793). Ново пресичане на Северна Америка, този път от запад на изток (1793 – 1794) | Канада                                                              |
| 1792 – 1821              | Питър Фидлър                                                                                     | Геодезическо заснемане и картиране на огромния район между езерото Атабаска и Хъдсъновия залив. Картиране на средното и горно течение на река Атабаска и системата ѝ и реките Северен Саскачеуан, Южен Саскачеуан и Чърчил | Канада                                                              |
| 1794                     | Егор Пуртов                                                                                      | Откриване устието на река Копър Ривър (Медна) в Аляска | Аляска                                                              |
| 1795 – 1899              | Александър Баранов                                                                               | Изследване и картиране на архипелага Александър и основаване на множество руски селища в Аляска, в т.ч. Новоархангелск (от 1867 Ситка) | Аляска                                                              |